# Rektyfikacja (destylacja)
Rektyfikacja, destylacja frakcyjna, destylacja frakcjonowana – z fizycznego punktu widzenia destylacja kaskadowa (wielopoziomowa), w której każdy stopień procesu jest zasilany produktem (destylatem) poprzedniego; z punktu widzenia inżynierii procesowej rektyfikacja jest operacją jednostkową, w której mieszanina ciekła jest rozdzielana na frakcje o różnej (zwykle zbliżonej) lotności.
Rektyfikacja w warunkach przemysłowych prowadzona jest w specjalnych kolumnach rektyfikacyjnych, zapewniających adiabatyczne warunki procesu, chociaż czasami stosuje się kolumny z płaszczem chłodzącym lub grzejnym lub kolumny strefowe (na pewnym odcinku ogrzewane a na innym chłodzone), aby zapewnić ich maksymalną sprawność.
Na dużą skalę rektyfikacja jest stosowana w rafineriach w przemyśle petrochemicznym (nazywanym też rafineryjnym). W wyniku przerobu ropy naftowej otrzymuje się benzynę i inne paliwa, a także surowce dla przemysłu chemicznego. W przemyśle spirytusowym rektyfikacja spirytusu surowego umożliwia uzyskanie czystego spirytusu rektyfikowanego.
Zminiaturyzowane kolumny rektyfikacyjne stosuje się w laboratoriach chemicznych, gdyż rektyfikacja jest o wiele wydajniejsza niż destylacja prosta.